# Калинина (Быховский район)
Калинина (бел. Калініна) — посёлок в составе Новобыховского сельсовета Быховского района Могилёвской области Белоруссии.
В 2022 году по программе борьбы с ветхими строениями и по решению сельсовета практически все дома поселка были зарыты в выкопанные ямы и сравнены с землей. Посёлок был фактически уничтожен.

## Население
- 1940 год — 163 жителя
- 1982 год — 57 жителей
- 2009 год — 16 человек